# Hocine Bettir
Hocine Bettir, né le 2 août 1990 à Tighennif  (Algérie), est un haltérophile handisport algérien. Il est médaillé de bronze lors des Jeux paralympiques de 2020 à Tokyo et ceux à Paris en 2024.